# Notre-Dame-de-l’Osier
Notre-Dame-de-l’Osier település Franciaországban, Isère megyében. Lakosainak száma 523 fő (2022. január 1.). Notre-Dame-de-l’Osier Vatilieu, Vinay, L’Albenc, Chantesse és Serre-Nerpol községekkel határos.

## Népesség
A település népességének változása:
| Lakosok száma | 282  | 310  | 313  | 490  | 473  | 478  | 492  | 498  | 499  | 523  |
|               | 1968 | 1982 | 1990 | 2006 | 2013 | 2015 | 2017 | 2019 | 2020 | 2022 |